# Daunendichtigkeit

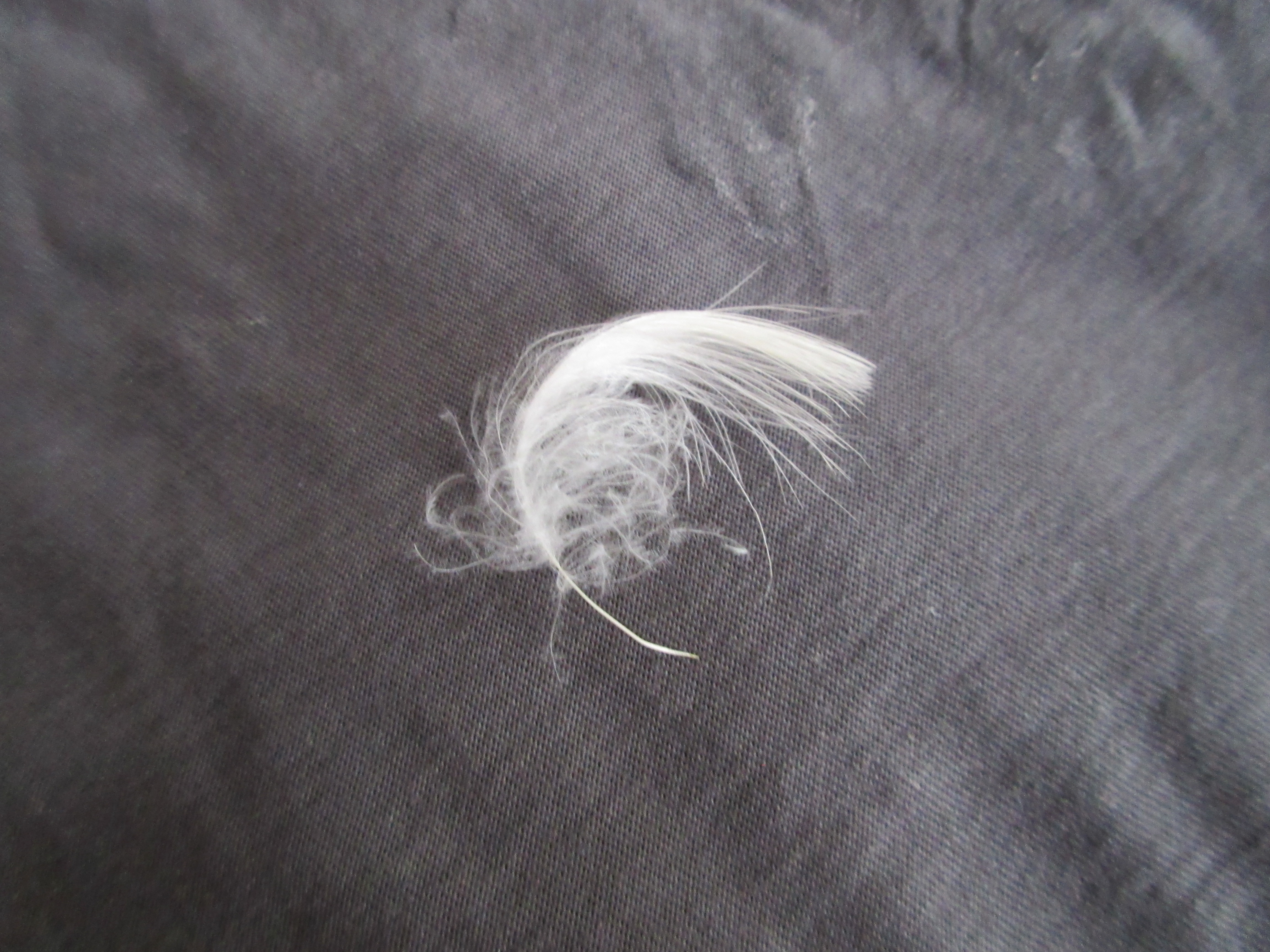
Trotz des Daunen- und federdichten Stoffs durchgedrungene Feder. Es handelt sich hierbei deutlich um eine Feder, da nur Federn einen Kiel besitzen.

Die Daunendichtigkeit (eigentlich Federdichtigkeit) bezeichnet eine Stoffeigenschaft, die verhindern soll, dass Federn durch das Gewebe nach außen treten. Man bezeichnet diese Stoffe auch als daunendichte oder federdichte Stoffe.

## Allgemeines
Daunendichte Stoffe sind daunenundurchlässige Textilien, insbesondere für Bettwäsche und Kleidung. Die sogenannte Daunendichtigkeit kann auf unterschiedliche Weise erreicht werden: Bei guten Qualitäten werden die Inlettstoffe sehr dicht gewebt und auf eine Füllappretur wird verzichtet, oder die Gewebeporen werden mit einer Füllappretur verklebt. Alternativ kann ein guter Oberflächenschluss mit Hilfe eines Riffelkalander erreicht werden.
Viele Hersteller geben keine 100%ige Garantie dafür, dass ihr Stoff daunendicht ist, da es doch immer wieder zum Austreten von Federn kommt. Es werden unter anderem Materialien wie Baumwolle und Nylon in engmaschiger Leinwandbindung verwendet. Für Satinbettwäsche wird auch die Atlasbindung eingesetzt, mit der Körperbindung lassen sich ebenfalls federdichte Gewebe erzeugen.

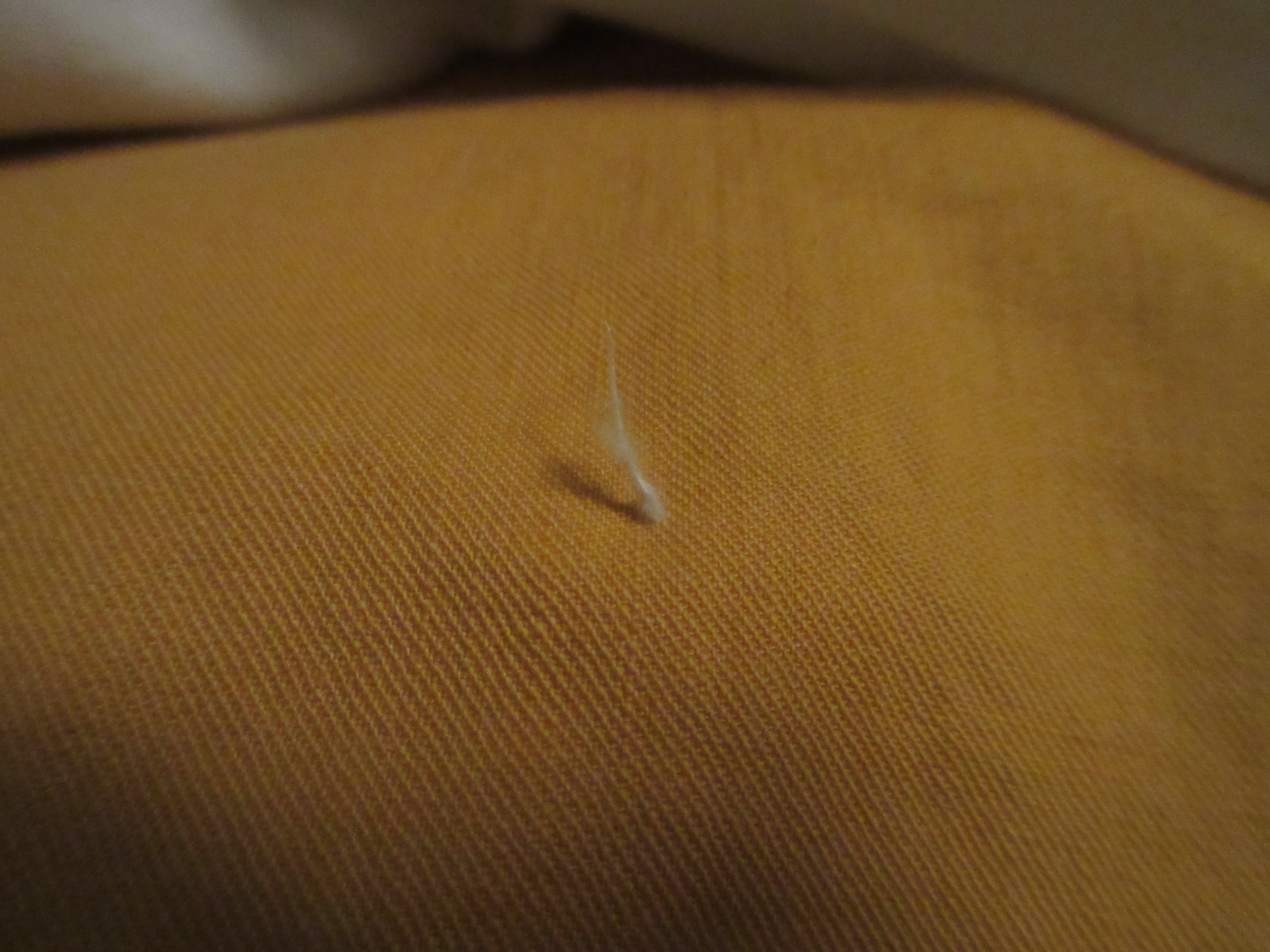
Durchstochener Daunendichter Stoff durch den Kiel einer Feder.

Allerdings muss beim daunendichten Stoff immer die richtige Balance gefunden werden, da zwar feste Stoffe, welche nichts mehr hindurchlassen möglich wären, die Wäsche dann aber nicht mehr weich und angenehm wäre. Außerdem würde dieser Stoff Fähigkeiten wie Atmungsaktivität und Wärmeaustausch einbüßen. Im Englischen wird diese Funktion als Down-Proof Fabric oder Feather-Proof Fabric bezeichnet.
Eigentlich sind es nicht die Daunen, die den Stoff durchstoßen, da sie über keinen festen Kiel verfügen. Daunenbetten weisen unter Umständen einen Anteil von den preisgünstigeren, aber mit Federkiel versehenen Federn auf. Kissen sollten beispielsweise über einen hohen Federanteil verfügen, um ihnen eine ausreichende Festigkeit zu geben. Für Decken die nur mit Daunen gefüllt werden, kann deshalb ein sehr dünner, offenporig gewebter Stoff verwendet werden.
Tests zur Feststellung der Daunenundurchlässigkeit von Geweben regelt die Norm nach DIN EN 12132-1:1998-10 des Deutschen Instituts für Normung.

## Geschichte
Bis in die 1960er Jahre hatten die Menschen viele lose Daunen in ihren Betten, da die Inletts nicht daunendicht waren. Mit der Erfindung der sogenannten daunendichten, eigentlich federdichten Stoffe nahm dies stark ab.

## Daunendicht-Ausrüstung
Die Daunendicht-Ausrüstung ist eine waschfeste Ausrüstung von Baumwoll-Feingeweben, bei der die Gewebezwischenräume vollständig mit Polyacrylharz oder Polyvinylharz gefüllt werden. Die Harze gehen bei der anschließenden Hitzebehandlung in einen schwer lösbaren Zustand über, es folgt ein abschließendes Kalandern. Zum Einfüllen kochfest ausgerüsteter Daunen wird auch das Inlett zusätzlich kochfest ausgerüstet.